# Ernst zu Solms-Braunfels
Ernst Friedrich Wilhelm Bernhard Georg Ludwig Maria Alexander Fürst zu Solms-Braunfels (* 12. März 1835 in Düsseldorf; † 7. März 1880 in Braunfels) war ein hessischer und preußischer Standesherr, Hauptmann, Abgeordneter und Politiker.

## Familie
Ernst zu Solms-Braunfels entstammte der hessischen Hochadelsfamilie Solms-Braunfels, die 1742 in den Reichsfürstenstand erhoben wurde. Seine Eltern waren Wilhelm Prinz zu Solms-Braunfels (1801–1868) und Maria, geborene Gräfin Kinsky von Wchinitz und Tettau (1809–1892). Ernst folgte 1873 seinem kinderlos verstorbenen Onkel zweiten Grades Ferdinand zu Solms-Braunfels in der Standesherrschaft. Ernst zu Solms war nicht verheiratet und hinterließ keine Kinder. Erbe wurde sein Bruder Georg. Seine Großeltern väterlicherseits waren Friedrich Wilhelm zu Solms-Braunfels und Friederike von Mecklenburg-Strelitz, die spätere Königin Hannovers.

## Leben
Ernst zu Solms-Braunfels wurde 1873 durch Erbschaft Standesherr der Herrschaft Braunfels. Damit war ein erblicher Sitz im preußischen Herrenhaus verbunden. So wurde er zwar als Mitglied des Herrenhauses geführt, war diesem jedoch nicht beigetreten. 1873–1880 war er Mitglied der 1. Kammer der Landstände des Großherzogtums Hessen, vertreten durch seinen Bruder Albrecht zu Solms-Braunfels.

## „Ernstbahn“
Fürst Ernst zu Solms-Braunfels war Gründer und Eigentümer der Ernstbahn, dieser ersten Schmalspurbahn, sowie die Firmen Hermann Schreiber, Wissen, (Grube Clöserweide) und De Dietrich & Cie., Niederbronn (Grube Fortuna). Fürst Ernst zu Solms-Braunfels (Gruben Ottilie, Gutglück u. a.) und die Fa. Hermann Schreiber (Grube Clöserweide) gründen eine Gesellschaft zum Bau einer Grubenbahn, um ihre Erzbergwerke im Isertal an die Lahntalbahn anzubinden. Die Konzession für eine Grubenbahn zwischen Braunfels und Philippstein wurde erteilt.